# 苏山乡
苏山乡，是中华人民共和国江西省九江市都昌县下辖的一个乡镇级行政单位。

## 行政区划
苏山乡下辖以下地区：
石城社区、马安村、土目村、徐港村、雷山村、龙泉村、合岭村、尖山村、苏山村、彭埠村、前山村和坡垅村。